# ماسایوشی تاکایاناگی
ماسایوشی تاکایاناگی (ژاپنی: 高柳 昌賢؛ زادهٔ ۱۱ ژوئیهٔ ۱۹۹۴) یک بازیکن فوتبال اهل ژاپن است.
از باشگاه‌هایی که در آن بازی کرده‌است می‌توان به باشگاه فوتبال گاینار توتوری و باشگاه فوتبال ریوکیو اشاره کرد.